# Porto Sant'Elpidio
Porto Sant'Elpidio är en ort och kommun i provinsen Fermo i regionen Marche i Italien. Kommunen hade 26 339 invånare (2018).